# Blue Mink
Blue Mink war eine britische Popgruppe, die zwischen 1969 und 1973 erfolgreich war.

## Gruppe
Roger Coulam (Orgel) gründete die Band im Herbst 1969, mit Madeline Bell (Gesang), Roger Cook (Gesang), Herbie Flowers (Bass) und Barry Morgan (Schlagzeug). Die meisten Lieder wurden von Roger Cook und Roger Greenaway geschrieben. Die beiden waren bereits in den 1960er Jahren erfolgreiche Songwriter.
In ihrem größten Hit Melting Pot, der Ende 1969 auf Platz 3 in Großbritannien stand, empfehlen sie, doch einfach die ganze Menschheit unabhängig von ethnischer Herkunft oder religiösen Glaubens in einen riesigen Topf zu werfen und so lange umzurühren, bis endlich alle gleich („kaffee-braun“) wären. Mick Jagger und seiner damaligen Freundin Marianne Faithfull erklären sie, dass das Leben auch sehr schön sein könnte.
Herbie Flowers hat als Studiomusiker auf zahlreichen Alben bekannter Interpreten Bass gespielt. Unter anderem auf Tumbleweed Connection und Madman Across the Water von Elton John (1970/71), Diamond Dogs von David Bowie (1974), Nilsson Schmilsson (1971), Transformer  von Lou Reed (1972), Cat Stevens Foreigner (1973), Rock On von David Essex (1973), Dandy in the Underworld von T. Rex (1977) sowie auf dem Konzeptalbum Jeff Wayne’s Musical Version of the War of the Worlds (1978) wo sein virtuoses Spiel besonders zur Geltung kommt.

## Diskografie

### Alben
- 1969: Melting Pot (in NL auch als Blue Mink erschienen)
- 1970: Real Mink
- 1970: Our World
- 1972: A Time of Change
- 1972: Live at the Talk of the Town
- 1973: Only When I Laugh
- 1974: Fruity

### Kompilationen
- 1970: Attention! Blue Mink!
- 1973: The Best of Blue Mink
- 1974: The Best of Blue Mink
- 1975: The Hit-Making Sound of Blue Mink
- 1985: The Very Best of Blue Mink
- 1986: The Collection
- 1989: The Best of & the Rest of Blue Mink
- 1989: Greatest Hits
- 1993: The Best of Blue Mink
- 1997: Blue Mink
- 2006: Melting Pot – The Best of Blue Mink

### Singles
| Jahr | Titel Album                                    | Höchstplatzierung, Gesamtwochen/‑monate, AuszeichnungChartplatzierungen (Jahr, Titel, Album, Platzierungen, Wochen/Monate, Auszeichnungen, Anmerkungen) | Höchstplatzierung, Gesamtwochen/‑monate, AuszeichnungChartplatzierungen (Jahr, Titel, Album, Platzierungen, Wochen/Monate, Auszeichnungen, Anmerkungen) | Höchstplatzierung, Gesamtwochen/‑monate, AuszeichnungChartplatzierungen (Jahr, Titel, Album, Platzierungen, Wochen/Monate, Auszeichnungen, Anmerkungen) | Anmerkungen                                                             |
| Jahr | Titel Album                                    | DE | UK | US | Anmerkungen                                                             |
| ---- | ---------------------------------------------- | --- | --- | --- | ----------------------------------------------------------------------- |
| 1969 | Melting Pot                                    | — | UK3 (15 Wo.)UK | — | Autoren: Roger Cook, Roger Greenaway                                    |
| 1970 | Good Morning Freedom Melting Pot               | DE31 (1 Mt.)DE | UK10 (10 Wo.)UK | — | Autoren: Roger Cook, Roger Greenaway, Albert Hammond, Michael Hazlewood |
| 1970 | Our World                                      | — | UK17 (9 Wo.)UK | US64 (6 Wo.)US | Autoren: Herbie Flowers, Kenny Pickett                                  |
| 1971 | The Banner Man Live at the Talk of the Town    | DE38 (3 Wo.)DE | UK3 (14 Wo.)UK | — | Autoren: Roger Cook, Roger Greenaway, Herbie Flowers                    |
| 1972 | Stay with Me Only When I Laugh                 | — | UK11 (15 Wo.)UK | — | Autoren: Herbie Flowers, Roger Cook, Roger Greenaway                    |
| 1973 | By the Devil (I Was Tempted) Only When I Laugh | — | UK26 (9 Wo.)UK | — | Autoren: Doug Flett, Guy Fletcher                                       |
| 1973 | Randy Only When I Laugh                        | — | UK9 (11 Wo.)UK | — | Autoren: Herbie Flowers, Roger Cook, Roger Greenaway                    |

Weitere Singles
- 1969: Blue Mink
- 1971: Time for Winning
- 1971: Sunday
- 1971: We Have All Been Saved
- 1972: Count Me In
- 1972: Wacky, Wacky, Wacky
- 1974: Quackers
- 1974: Get Up
- 1974: Another „Without You“ Day
- 1976: You’re the One
- 1977: Five Minute Wonder
- 1977: Where Were You Today